# American Rose Society
L'American Rose Society (ARS, société américaine des roses) est une association américaine, sans but lucratif, consacrée à la culture et à la connaissance des roses. 
Fondée en 1892, l'ARS est une association nationale regroupant environ 15 000 adhérents, particuliers ou professionnels, organisés en 400 associations locales ou affiliées. Elle est membre de la fédération mondiale des sociétés de roses.
L'ARS organise des concours de roses et publie une revue mensuelle, American Rose.
Son siège social se trouve dans l'enceinte de l'American Rose Center, près de Shreveport en Louisiane. Ce centre abrite également une roseraie comprenant près de 20 000 plants de rosier pour environ 400 variétés anciennes et modernes. 
Son président actuel est Steve Jones.